# Religião no Quirguistão

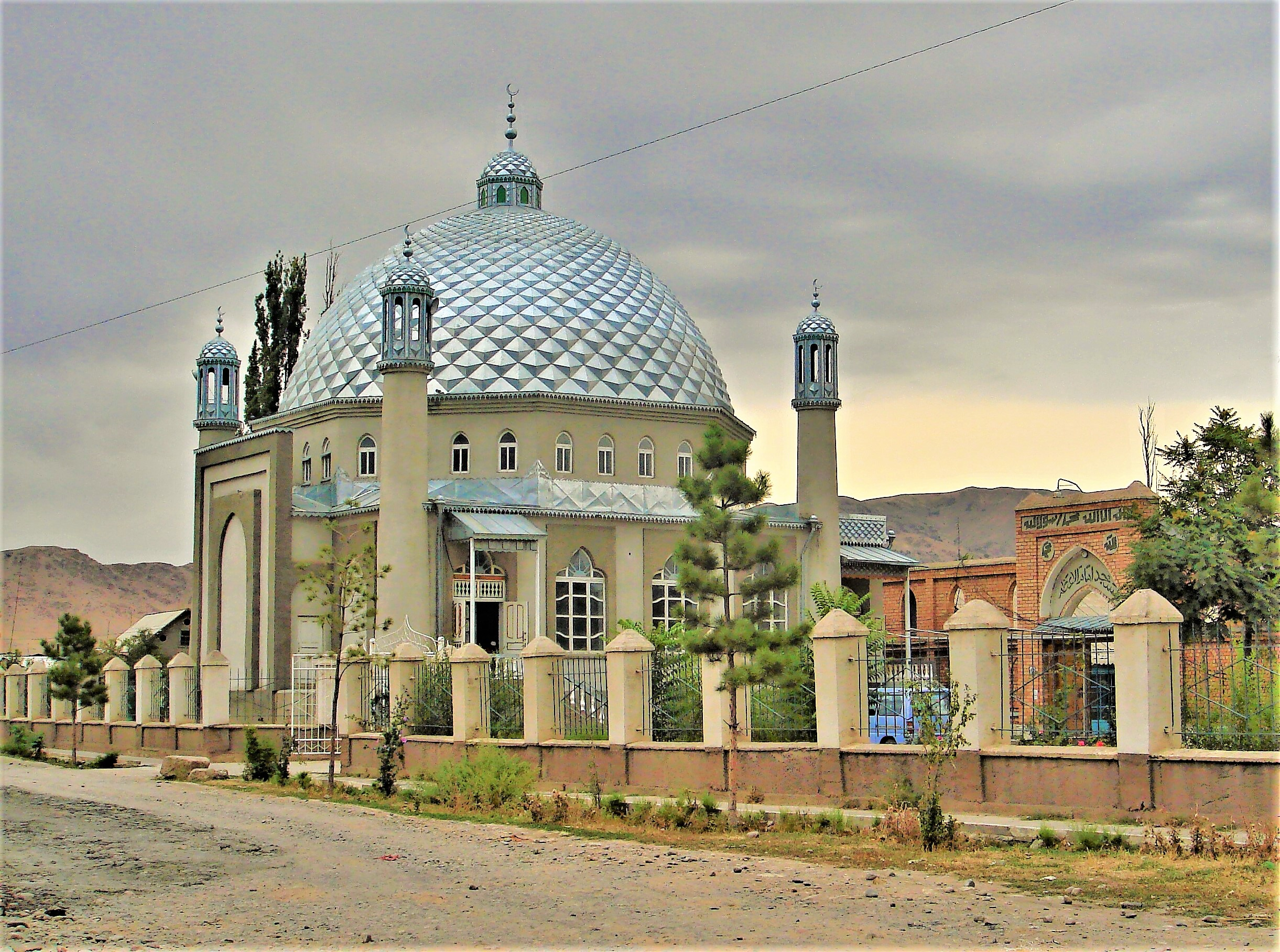
Uma mesquita em Tokmok (província de Chuy, Quirguistão).

Apesar do Islã ser a principal religião do Quirguistão, a constituição garante a liberdade de religião. O Quirguistão é um país multiétnico e multirreligioso, sendo registrada a presença de religiões como o Islã (incluindo sunitas, xiitas e amadias), budismo, bahá'í, cristianismo (incluindo igreja ortodoxa russa, catolicismo romano e igreja adventista do sétimo dia), judaísmo e entre outras. Os muçulmanos são 87,6% da população.

## Demografia
A fé mais aceita é o Islã. Fontes oficiais estimam que cerca de 87% da população é muçulmana. O CIA World Factbook estima 85%. Quase todos os muçulmanos são sunitas; existem poucos xiitas no país (aproximadamente mil). Existem também alguns muçulmanos amadias, embora não sejam reconhecidos pelo país. O país tem uma área total de 67.741 milhas quadradas e sua população é estimada em 4,7 milhões de pessoas. A população é de 61,2% de etnia quirguiz, 14,9% de russo, 14,4% de etnia uzbeque, 1,1% de tártaro, 0,3% de alemão e 8,1 outras minorias.
Aproximadamente 17% da população é de ortodoxos russos. Existem 40 igrejas ortodoxas russas e mais de 200 igrejas e casas de oração para outras denominações cristãs. Por exemplo, a Igreja Adventista do Sétimo Dia opera seis igrejas em Bisqueque, bem como várias em outras partes do país. Judeus, budistas e católicos representam cerca de 3% da população, e seus adeptos praticam suas religiões abertamente em igrejas, templos e sinagogas.
Há uma igreja católica romana em Bisqueque, que funciona livremente, há também uma pequena congregação judaica reúne-se na mesma cidade. Existem também exemplos de práticas religiosas sincretistas, mais notavelmente, uma igreja batista na região de Naryn ,cujos seguidores são predominantemente étnicos quirguizes. Enquanto eles adoram como cristãos, eles incorporaram modos de oração muçulmanos em seus rituais cristãos. Em relação aos ateus, não há estimativa oficial do número.

## Liberdade Religiosa
A Constituição e a lei preveem a liberdade de religião, o governo geralmente respeita esse direito na prática; no entanto, restringe as atividades de grupos islâmicos radicais que considera ameaças à estabilidade nacional. A Constituição prevê um estado secular e a separação entre igreja e estado, portanto o governo não apoia nenhuma religião.
A Comissão Estatal de Assuntos Religiosos (CEAR) promove a tolerância religiosa, protege a liberdade de consciência e supervisiona as leis sobre religião. De acordo com um decreto presidencial de 1997, todas as organizações religiosas devem ser registradas pelo órgão, que deve reconhecer o registrante como uma organização religiosa; cada congregação deve se registrar separadamente.
Uma organização religiosa também deve se registrar no Ministério da Justiça para obter o status de entidade legal, que é necessário para possuir propriedades, abrir contas bancárias e envolver-se em atividades contratuais. Se uma organização religiosa se envolver em atividade comercial, será necessário pagar impostos de acordo com o código tributário. Na prática, o Ministério nunca registrou uma organização religiosa sem registro prévio pelo CEAR.  Existem mais de 300 grupos religiosos registrados, dos quais 210 são cristãos.
O governo proíbe expressamente o ensino da religião (ou ateísmo) nas escolas públicas. Em março de 2001, o governo reuniu-se com representantes de várias religiões e organizações não-governamentais (ONGs) para discutir um projeto de lei sobre religião. Em meados de 2001, o Parlamento trabalhou com a Organização para a Segurança e Cooperação na Europa (OSCE) para revisar o projeto de lei, em um esforço para garantir que a lei respeite as obrigações do país com a entidade e permita a livre prática de religião de todas as religiões.

### Restrições à liberdade de religião
O governo está preocupado com a ameaça do islã político, cujos seguidores (islâmicos) rotula de "wahhabis". O governo considera os islamitas uma ameaça à estabilidade nacional, particularmente na parte sul do país. O governo teme que os islâmicos busquem derrubar o governo secular e estabelecer uma teocracia islâmica. As incursões armadas de militantes islâmicos no país em agosto a outubro de 1999 e em agosto de 2000 aumentaram a preocupação do governo com o islamismo político e as ações de seus seguidores.
O Decreto Presidencial n° 319 determinou que uma organização religiosa pode ter seu registro negado ou suspenso se as atividades da organização não cumprirem a lei do Quirguistão ou forem perigosas para a segurança do Estado, a estabilidade social, as relações interétnicas e a interconfessionais ou a saúde e moral do povo. Essa decisão pode ser apelada por meio de recurso judicial. Em maio de 2001, Procurador Geral propôs alterar o Código Penal para incluir sentenças mais duras para os condenados por "extremismo religioso".